# Custódio Gouveia
Custódio Gouveia (27. srpnja 1985.) je angolski rukometni vratar. Nastupa za klub Inter Clube Angola i angolsku reprezentaciju.
Natjecao se na Svjetskom prvenstvu u Danskoj i Njemačkoj 2019., gdje je reprezentacija Angole završila na 23. mjestu, i u Egiptu 2021. (30.).